# Telhados de Vidro
Telhados de Vidro é uma telenovela portuguesa e a primeira novela da TVI e por conseguinte de um canal privado português. Transmitida pela TVI, em 1993, inicialmente às 20 horas, de segunda a sexta-feira. É da autoria de Rosa Lobato de Faria. Foi reposta em 1995 e nunca mais voltou à antena da estação até ao momento, tanto na TVI generalista como no canal de reposições TVI Ficção.
A música de abertura é cantada pela cantora Dina, com letra da autora da novela, a compositora compôs também outras 5 canções usadas exclusivamente para a banda sonora da novela.  "Na TVI, fiz o genérico de Telhados de Vidro, e ainda mais duas ou três canções. É um processo muito diferente. Gosto muito de fazer músicas propositadamente para uma personagem.", disse Dina em 2016.
Foi produzida pela Atlântida, empresa esta de Tozé Martinho, sendo a única novela da TVI não produzida pela Plural. Teve castings a cargo de Nicolau Breyner. No seu elenco há vários atores que acabaram por não seguir carreira, outros estreantes como Sofia Grillo, Carla Salgueiro e Mané Ribeiro, e outros já com carreiras estabelecidas como Natalina José, João Ricardo, Carmen Santos ou Teresa Miguel da girlsband Doce.  No dia 19 de Fevereiro de 2011 no programa Você na TV, houve uma emissão especial dedicada à novela contando com diversos atores da mesma como Manuela Marle, Tozé Martinho, Alexandra Leite e Rui Luís Brás.

## Sinopse
O ponto de partida centrava na empresa Vazhotel e a vida dos seus trabalhadores, António Cortesão Vaz (Jacinto Ramos) o dono da mesma, deixa a sua fortuna, provada em testamento, para pessoas diversas com as quais ele convivia. Maria Clara (Eugénia Bettencourt) é secretária na empresa Vazhotel, empresa esta de António, ela é quase o bode expiatório em tudo o que lá acontece pois sabe que o patrão com uma certa idade vai-lhe deixar algum do seu património em testamento. Viriato (André Maia) , irmão de Maria Clara, é um lunático preso numa cadeira de rodas que usa a irmã para os seus esquemas sórdidos de vingança. Viriato namora com Anabela (Isabel Baleiras) que cega de paixão deixar-se-á corromper pela maldade e cobiça sendo então também aliada dos vilões da história.
Maria Clara ascende na Vazhotel confiante no testamento e arma-se em patroa, para complicar a situação esta cria grandes opositores na empresa, Jorge, Henrique e Rosário. Rosário Vieira (Filomena Gonçalves), filha de Henriqueta Vieira (Carmen Santos) e Juvenal Vieira (João Rodrigo), namora com Jorge Malheiros (José Boavida).
Carolina (Manuela Carlos) , quer voltar a exercer a sua profissão de enfermagem, o seu marido Zé Maria (Luís Mata) passa dificuldades económicas, então decide aceitar o emprego de cuidar de António Vaz, o adoentado empresário começa a desenvolver sentimentos por Carolina, fazendo com que este peça para alterar o seu testamento favorecendo então outras pessoa dentre elas Carolina, Henriqueta e Rosário.
Com o surgimento de Carolina (Manuela Carlos) por quem se apaixona, e Henriqueta (Carmen Santos), que outrora foi sua governanta, Cortesão Vaz muda as suas pretensões de testamento. Henriqueta pede-lhe emprego para o marido e filha na Vazhotel de forma a saldar contas passadas. Posteriormente descobre-se que Cortesão Vaz é o pai verdadeiro de Rosário e não Juvenal.
Maria Clara vai começar um processo de afastamento dos potenciais herdeiros da herança. Todos os dias Viriato, delineia os passos seguintes da irmã, para que esta os ponha em prática na empresa.
No final da novela o testamento é lido, e é Rosário quem fica com a empresa. Descobre-se que Maria Clara e Viriato não herdaram o empreendimento e apenas uma casa de férias que em nada iria satisfazer os desejos de poder. Viriato com ajuda de Xavier e Anabela atira a irmã de uma falésia explodindo a sua casa a seguir com gás. As restantes personagens festejam o casamento de Renato e Chinita.

## Elenco:
| Ator                    | Personagem                   |
| ----------------------- | ---------------------------- |
| Adriana Barral          | Isabel                       |
| Alexandra Diogo         | Cláudia                      |
| Alexandra Leite         | Elena Sardi                  |
| Anabela Marcelo         | Enfermeira da Noite          |
| Anabela Quintal         | Zilda                        |
| Artur Salgado           | Juvenal Vieira (jovem)       |
| André Maia              | Viriato Esteves              |
| Brian Bowyer            | Ben                          |
| Carla de Sá             | Laurinha Duarte Santos       |
| Carla Lupi              | Henriqueta Vieira (jovem)    |
| Carlos Pimenta          | Cipriano Alves               |
| Carla Salgueiro         | Susana Sardi (jovem)         |
| Carlos Coelho           | Tio Max                      |
| Carlos Dias             | Inspetor Leal                |
| Carlos Gomes            | António Cortesão Vaz (jovem) |
| Carlos Santos           | Armando Lúcio                |
| Carmen Santos           | Henriqueta Vieira            |
| David Marle             | Afonso Silvã de Melo         |
| Eugénia Bettencourt     | Maria Clara Esteves          |
| Fernando Soares         | Alfredo                      |
| Filomena Gonçalves      | Rosário Vieira               |
| Gonçalo Nuno Durão      | Júlio                        |
| Isabel Baleiras         | Anabela                      |
| Isabel Quental          | Rosa                         |
| Jacinto Ramos           | António Cortesão Vaz         |
| João Maria Ameal        | Zana                         |
| João Ricardo            | Faneca                       |
| João Rodrigo            | Juvenal Vieira               |
| Jorge Feria             | Ricardo                      |
| José Boavida            | Jorge Malheiros              |
| José Ochôa              | Salvador Silvã de Melo       |
| Luís Matta              | Zé Maria Duarte Santos       |
| Luís Moreira            | Fábio Sardi (jovem)          |
| Luís Zagalo             | Xavier                       |
| Lurdes Lima             | Suzete                       |
| Mané Ribeiro            | Madalena Silvã de Melo       |
| Manuel Castro e Silva   | Arlindo                      |
| Manuel Costa            | Viriato Esteves (jovem)      |
| Manuela Carlos          | Carolina Duarte Santos       |
| Manuela Carona          | Pilar Silvã de Melo          |
| Manuela Marle           | Evelyn Santiago              |
| Margarida Reis          | Joana Simões                 |
| Maria João Miranda      | Maria Silvã de Melo          |
| Mariana Rebelo de Sousa | Teresa Silvã de Melo         |
| Mário Jacques           | Fábio Sardi                  |
| Marta Ribeiro e Castro  | Francisca Alves              |
| Miguel Sobral           | Zé Paulo Duarte Santos       |
| Natalina José           | Tia Vitória                  |
| Nuno Figueira           | João Simões                  |
| Paulo Portela           | Xavier                       |
| Pedro Barão             | Valentim                     |
| Rita Alagão             | Ana Sofia Silva de Melo      |
| Rosa Lobato de Faria    | Susana Sardi                 |
| Rosarinho Dâmaso        | Maria Clara Esteves (jovem)  |
| Rui Luís Brás           | Renato Sardi                 |
| Rui Siqueira            | Paulo Esteves                |
| Sancha Costa Ramos      | Estrela                      |
| Sofia Grillo            | Enfermeira de Dia            |
| Sofia Lukeni            | Ana Maria                    |
| Sylvie Rocha            | Lídia (do bar)               |
| Tareka                  | Marta                        |
| Teresa Miguel           | Micaela                      |
| Teresa Negrão           | Chinita                      |
| Tozé Martinho           | Henrique Batalha             |
| Vitor de Sousa          | Jacinto                      |

## Exibição:
A Novela estreou no dia 22 de Fevereiro de 1993 às 20:00, no dia 30 de Março de 1993 a novela foi movida para o horário das 18:15 e desde Abril de 1993 começaram os compactos de 2 horas ao Domingo, iniciando-se às 14h. Alternando entre as 18h e por vezes 17h, no dia 7 de Junho estabilizou às 18h30 até dia 12 de Agosto quando terminou. Dia 10 de Maio de 1994 teve uma reposição diária às 12:00, tendo sido interrompida dia 25 de Maio numa fase muito inicial. A 3 de Julho de 1995 volta à antena do canal também ao meio dia, ao longo dos meses foi sendo empurrada para as 11:20 tendo terminado no dia 12 de Dezembro de 1995 tendo sido transmitida na sua totalidade. Desde então nunca mais foi reposta.   

## Banda Sonora:
- Dina
- Nucha
- Mafalda Sachetti